# Nizza villamosvonal-hálózata
A Nizza villamosvonal-hálózata (franciául: Tramway de Nice, olaszul: Tram di Nizza) egy 27,5 kilométer hosszúságú, négy vonalból álló villamoshálózat a franciaországi Provence-Alpes-Côte d’Azur régióban, Nizza városában. A Société nouvelle des transports de l'agglomération niçoise, a Transdev egyik részlege üzemelteti Lignes d'azur néven. A vágányok nyomtávolsága 1435 mm, az áramellátás felsővezetékről történik.
2007. november 24-én nyílt meg, és az 1-es, 2-es, 5-ös és 18-as buszjáratokat váltotta fel. A rendszer indulásakor 20 Alstom Citadis villamos volt üzemben, amelyek 7 percenként közlekedtek. A rendszer bevezetése óta az utasok száma a 2008-as napi 70 000-ről 2011-re napi 90 000-re nőtt. A járatok gyakorisága fokozatosan nőtt, 2011-ben már négypercenként indult egy villamos.
A T1 vonal sikere miatt Christian Estrosi polgármester úgy döntött, hogy további vonalakat hoz létre. A nyugat-keleti T2 vonal a multimodális központ építésével a nyugati Nizza Côte d'Azur repülőteret, keleten pedig a nizzai kikötőt szolgálja ki. Ez a vonal egy alagúton halad át Nizza központjában, mint egy metró. A nyugat-keleti vonal jövőbeli meghosszabbítását javasolják észak felé, a Var-völgy mentén. Egy másik meghosszabbítást is javasolnak, amely a repülőtértől nyugatra, a Var-on át haladna. Ezenkívül a Nice Côte d'Azur városi régió úgy döntött, hogy meghosszabbítja az 1-es vonalat a Pasteur negyedig.

## Története

### Az első vonalak
Nizza első lóvasút-vonala 1879-ben nyílt meg, ezt a vonalat 1900-ban villamosították, majd 1906-ban egy megyei hálózatot építettek ki. A teljes hálózatot 1910-ben villamosították. Az 1920-as években a hálózatnak 11 vonala volt, amelyek közül néhányat részben áruszállításra használtak. 1927-ben megindult a városban a buszközlekedés is, mely komoly konkurenciája lett a villamosnak és lassan kiszorította azt. Az utolsó villamos 1953. január 10-én közlekedett.

### Villamosreneszánsz
Később azonban a város és a túlterhelt városközpont súlyos közlekedési problémákkal küzdött. 1987-ben megjelent az első tanulmány a közlekedés fejlesztésére. 1997-ben a városvezetés előkészítette a villamos bevezetésének lehetőségét. A villamosra azért esett választás, mert megbízható, olcsóbb egy metrónál, mégis független a közúti közlekedéstől. A kivitelezése 2003-ban kezdődött és 2007 november 24-én fejeződött be.
Az un  Kék vonalat 2011-ben 65-70 000 ember vette igénybe naponta.
Az 1-es villamos az északi és a keleti városrészt köti össze. A 2-es villamos a kikötő és a repülőtér között fog közlekedni. Eredetileg 2012-re készült volna el, azonban még az építkezés sem kezdődött el. A 3. vonal a TGV vasúthoz kapcsolódóan létesülne, részben föld alatti szakaszokkal.
A villamos fejlesztésével egyúttal a párhuzamosan futó autóbuszvonalak megszűntek.

## Áramellátás

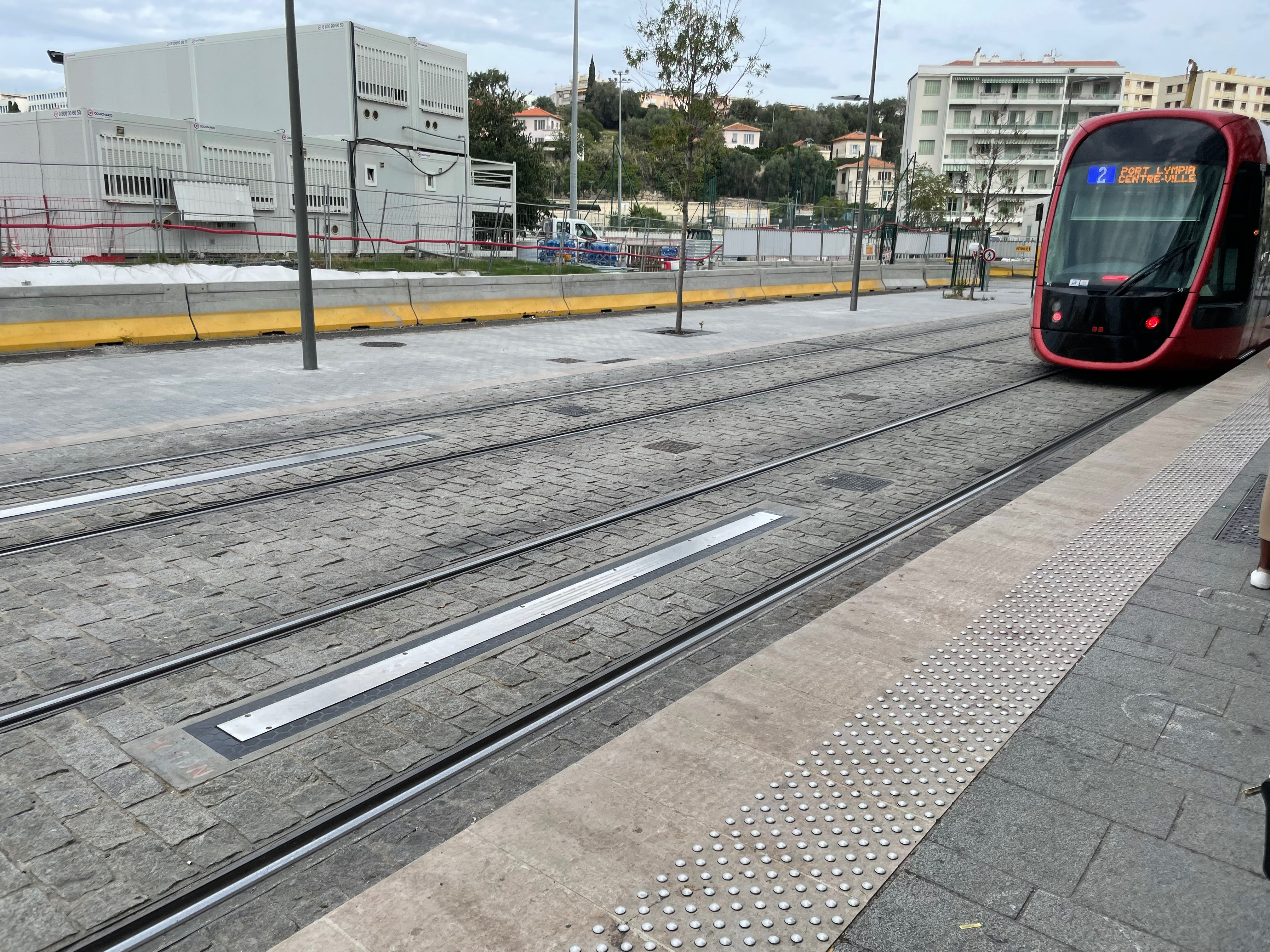
A nizzai villamosok töltőállomása (fémcsík) az állomáson

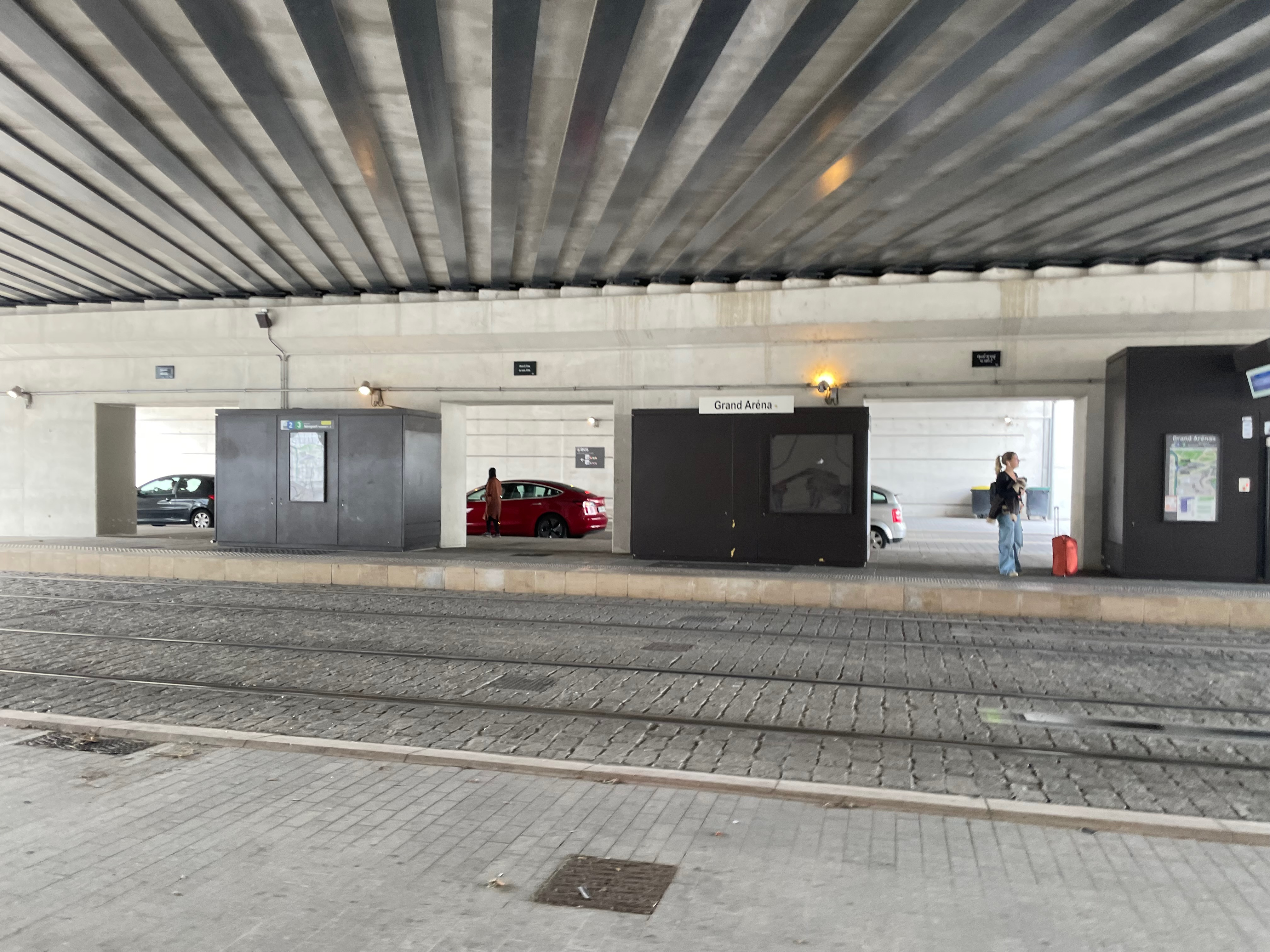
A nizzai villamosok akkumulátor-töltő berendezése az állomás peronjain

A nizzai villamosok eredetileg a bordeaux-i villamosokhoz hasonló, földszinti áramellátó harmadik sínrendszert használtak. Ezt a tervet azonban módosították egy hibrid rendszer javára, amelyben a villamos mind a hagyományos 750 V egyenáramú felsővezetékes áramellátáson (pantográffal, Nizza nagy részének földalatti és központi területein), mind pedig fedélzeti nikkel-fémhidrid akkumulátorokkal (a külvárosok nagy részén, például a Place Masséna és a Place Garibaldi kereszteződésénél) képes működni. A villamosmegállók a villamos megállási helye alatt található töltőkapcsoló sávokkal vannak felszerelve (lásd a fotót), az állomás peronján pedig akkumulátorok/szuperkondenzátorok találhatók (gyártó/beszállító: Alstom).

## Képek

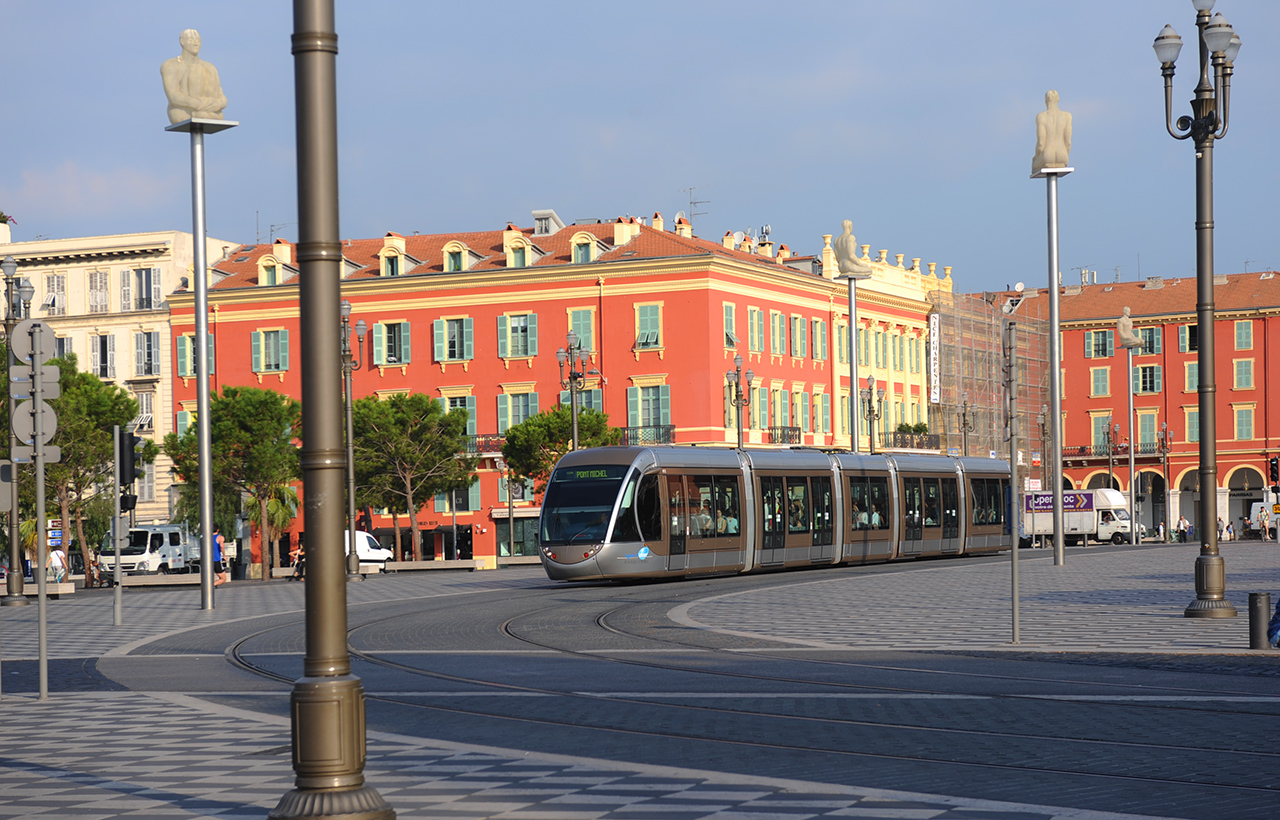
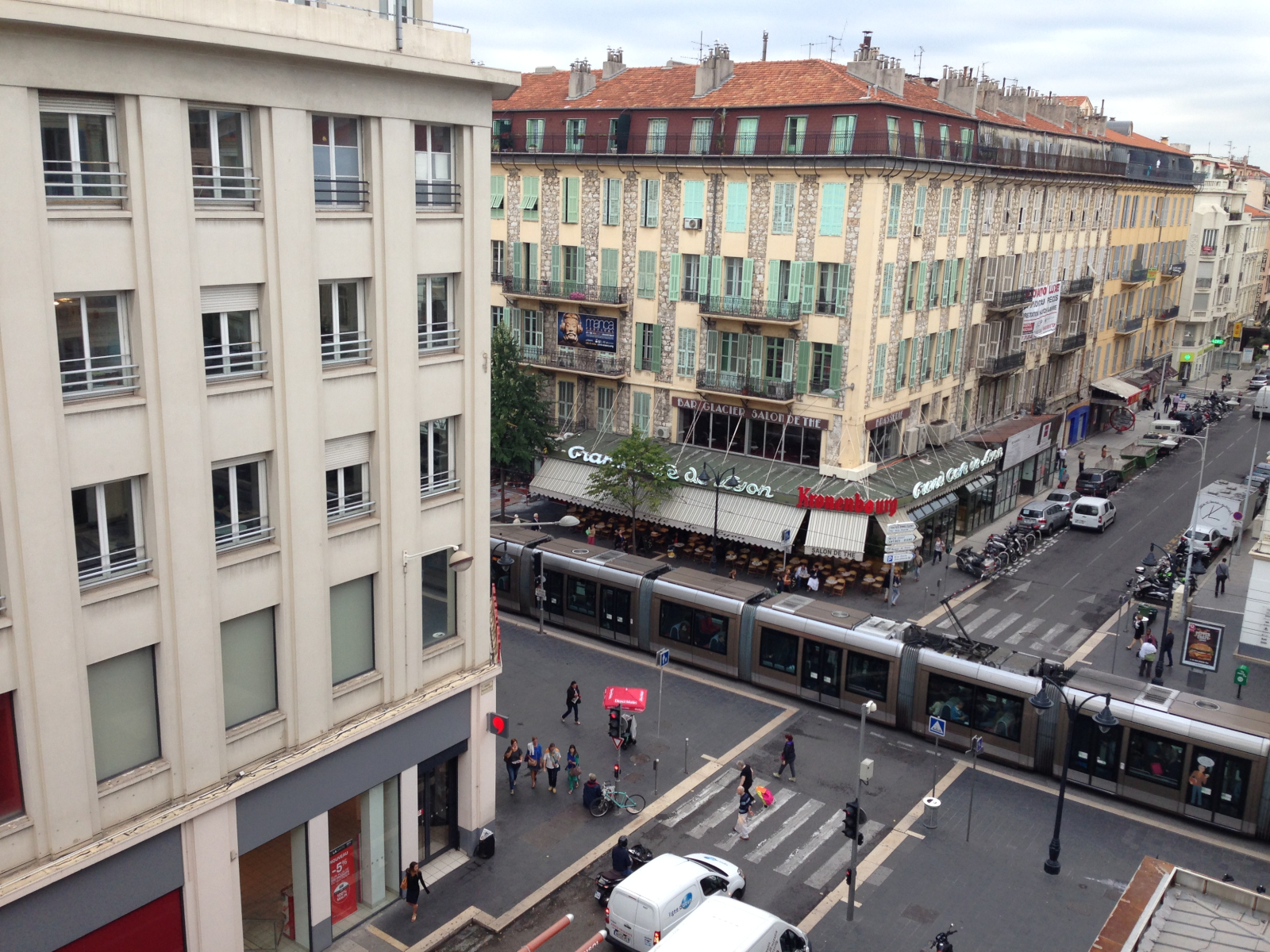
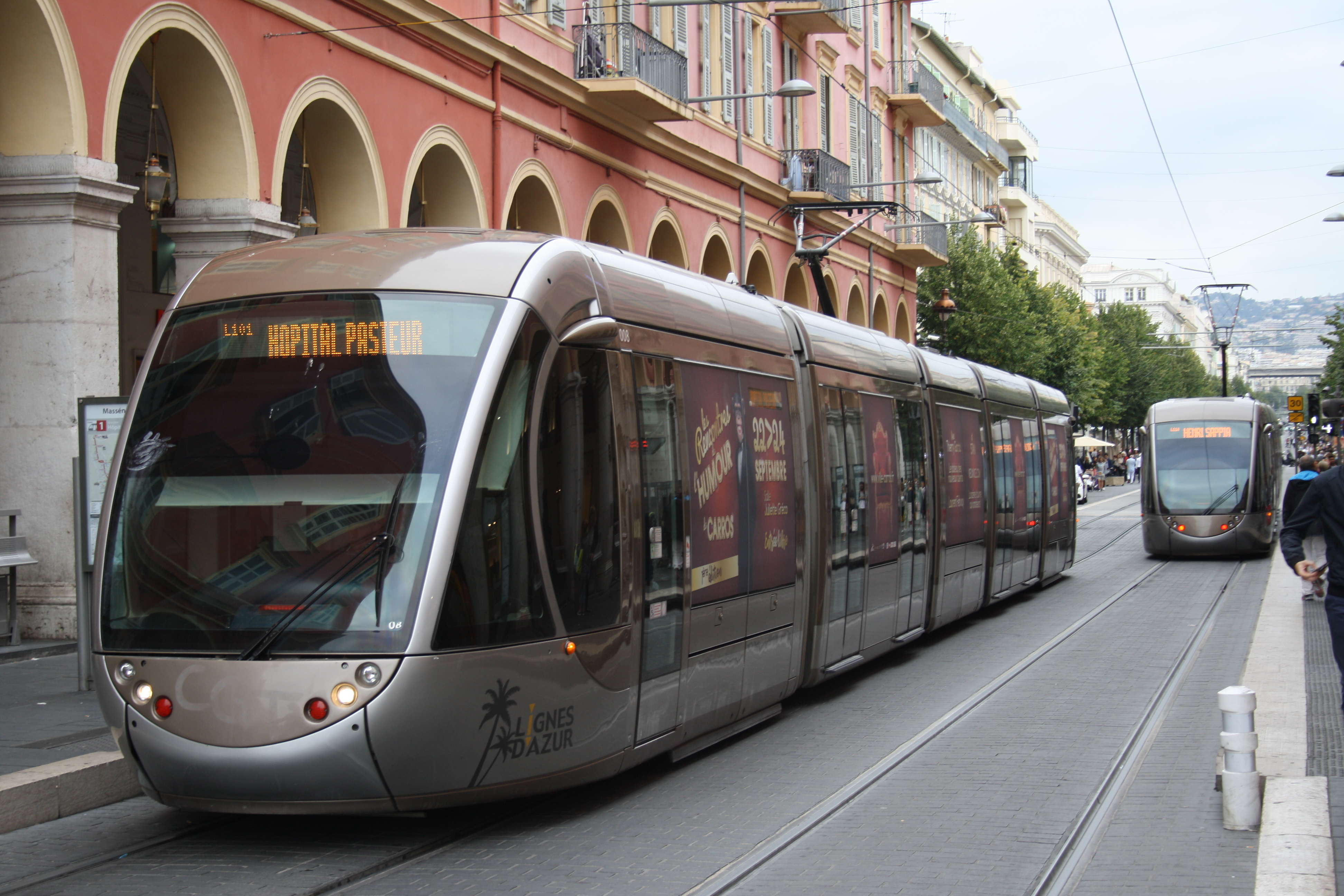
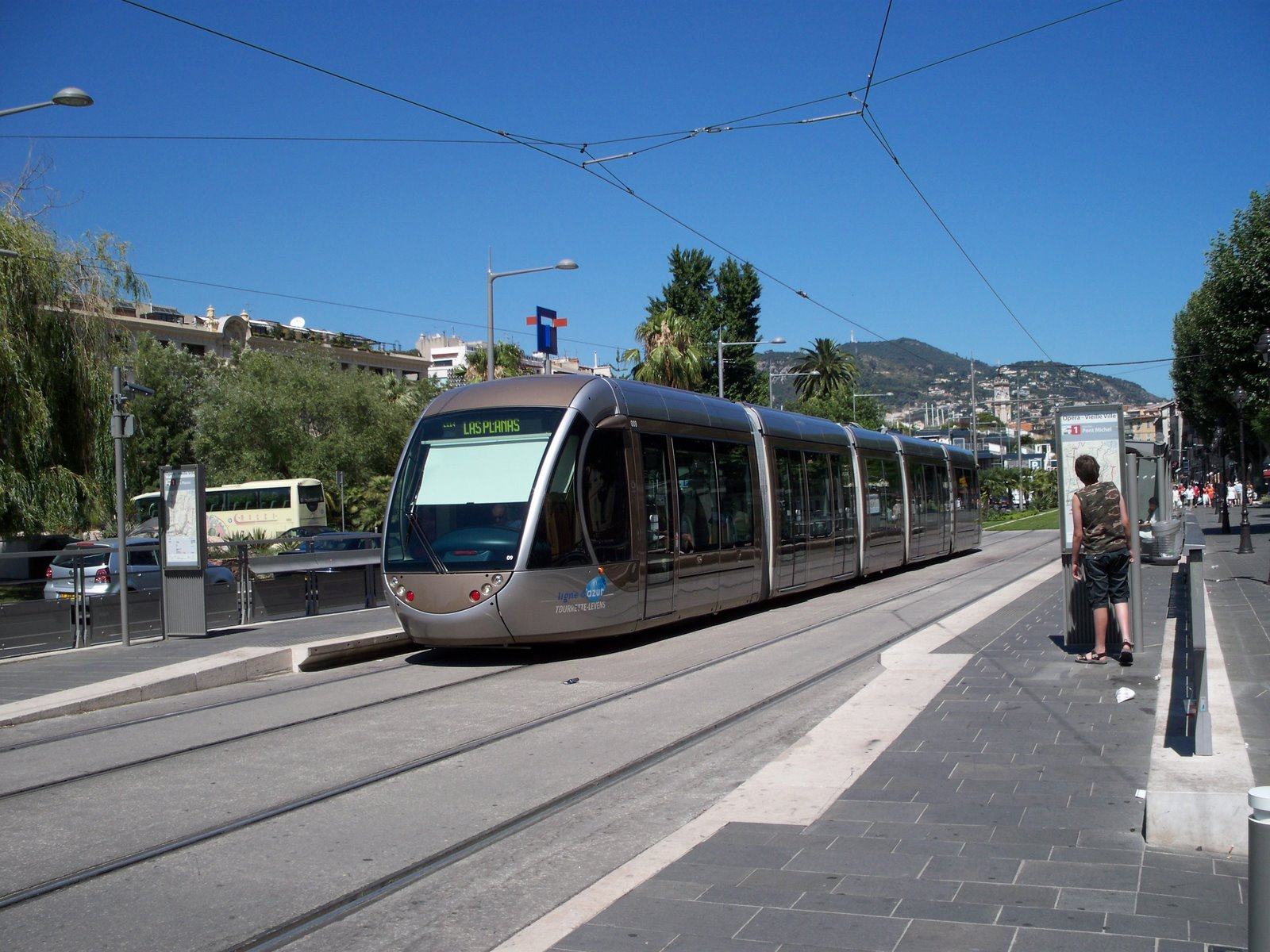
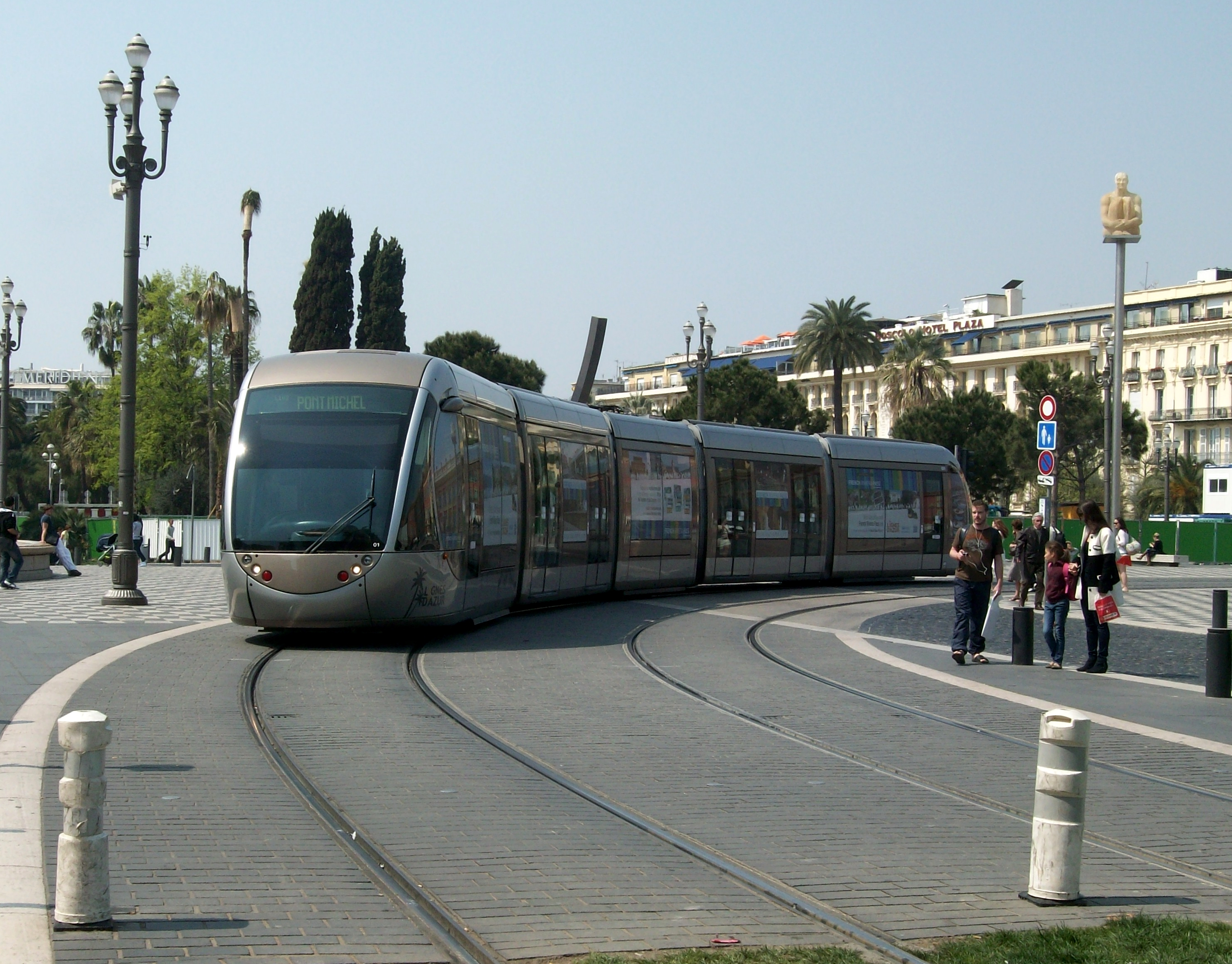
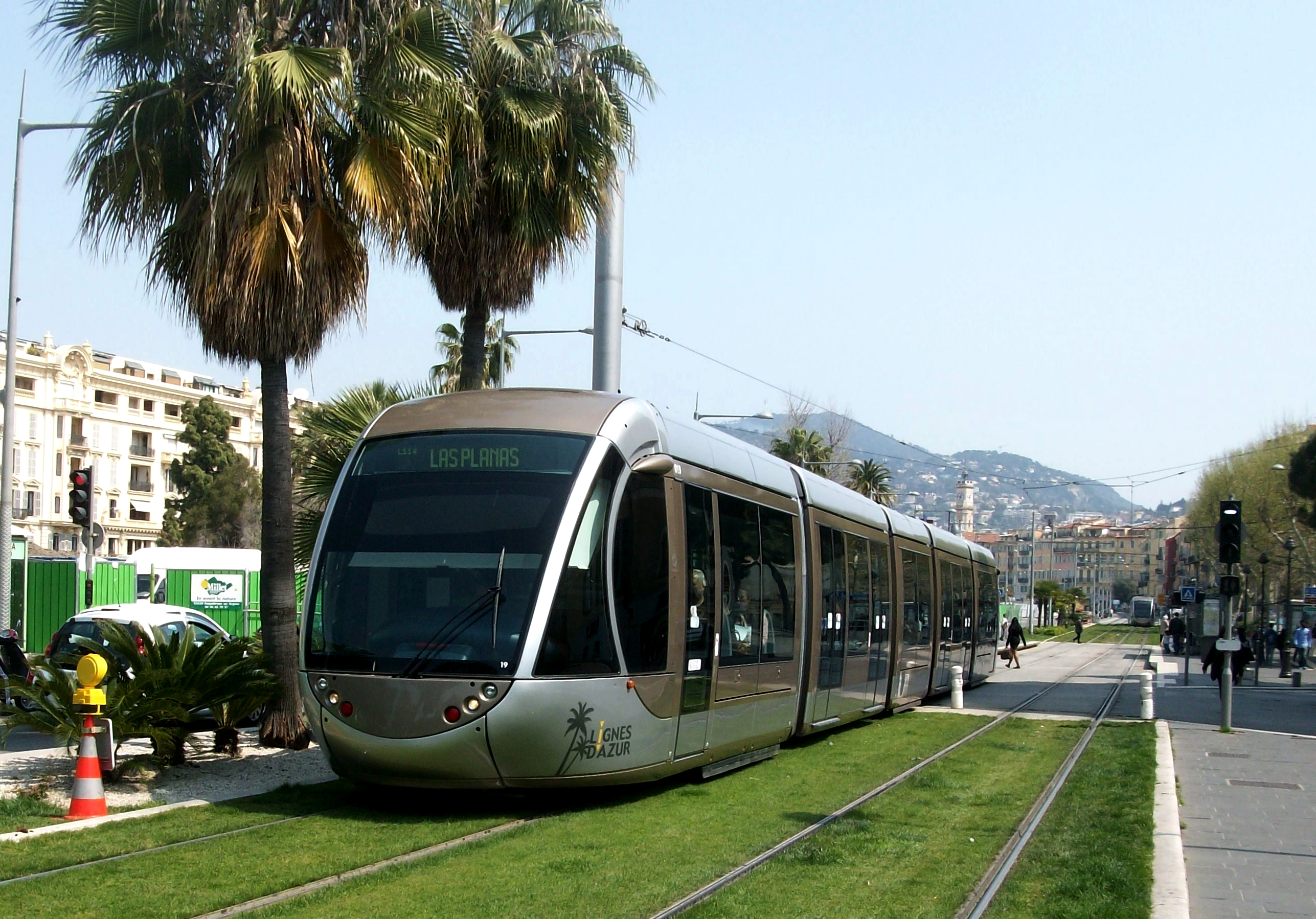